# Zpěv z neznáma
Zpěv z neznáma je název knihy, jejíž autorkou je Vonda McIntyre. Jedná se o přepis filmu Star Trek IV: Cesta domů z roku 1986 na motivy z prostředí Star Treku. Originální název knihy v angličtině je The Voyage Home, vydána byla v USA téhož roku, jako její filmová předloha.

## Obsah
Obsah knihy i filmu jsou shodné
Jak v TV seriálu , tak knihách včetně této na seriál navazující je v popředí děje trojice tvořená kapitánem Jamesem Kirkem, prvním vědeckým důstojníkem Spockem z planety Vulkán a vrchním lékařem Dr. Leonardem McCoyem. Tuto trojici doplňují další důstojníci - vrchní inženýr Montgomery Scott, komunikační důstojnice Nyota Uhura a dvojice navigačních důstojníků Hikaru Sulu a Pavel Čechov.
Kapitán James T. Kirk odlétá na planetu Vulkán, aby zachránil Spocka, který je ve zlém stavu. Toho sice zachrání, ale cestou zpět na Zemi, kam se vrací ukradenou klingonskou válečnou lodí Dravý pták, se dozvídá hroznou věc – něco na Zemi odpařuje oceány, po celé planetě vypadává elektřina.
Příčinou je mimozemská sonda, která přiletěla na oběžnou dráhu; vydává signály podobné těm velrybím, avšak vzhledem k tomu, že velryby jsou ve 23. století vyhynulé, ji nemůže nikdo odpovědět. Sonda tedy neustále pokračuje ve vysílání signálů, což způsobuje odpařování oceánů a výpadky elektřiny. Prezident Spojené federace planet vyšle nouzový planetární signál; jakákoliv vojenská snaha o zastavení sondy selhává, jelikož její přítomnost vyřadí veškerou energii ve své blízkosti.
Poté, co kapitán James Tiberius Kirk zaslechne hlášení o situaci, rozhodne se odletět do minulosti. Jeho cílem je San Francisco 20. století, kde ukořistí velryby a přiveze je zpět do své doby. Díky maskovacímu zařízení je loď nenápadně ukryta v parku na okraji města.
Film je především komedií (a kniha komediální prvky uchovala), protože posádka Enterprise se ocitá v době, která je jí absolutně cizí; dochází k mnoha nečekaným situacím (návštěva letadlové lodi Enterprise či prozrazení technologie průsvitného hliníku). Kirk prohlásí o Zemi že je to „Terra Incognita“ – země neznámá. Nakonec se posádce podaří přivézt nejen velryby, ale i jednu civilistku z 20. století.
Po návratu na Zemi je však Kirk postaven před soud, kde se musí zodpovídat z neuposlechnutí rozkazu; toho se dopustil ale již dříve, ve filmu Star Trek III: Pátrání po Spockovi. Konkrétně se jednalo o krádež lodi Enterprise a její následné zničení. Jako trest byla Kirkovi snížena hodnost z admirála na kapitána, ovšem získává novou, moderní loď Entreprise.

## České vydání knihy
Do češtiny knihu přeložili Jan Pavlík v roce 1993 a vydalo ji nakladatelství Albert Boskovice téhož roku se souhlasem původního nakladatele Bonus Praha. Její očíslování, velikost publikace i grafická úprava jsou shodné, jako měly předchozí díly této filmové série: Hrozba z vesmíru, Khanův hněv a Pátrání po Spockovi. Drobná knížka má 232 stran a je opatřena barevnou obálkou, stála tehdy 48 Kč.